# Pastoralisme

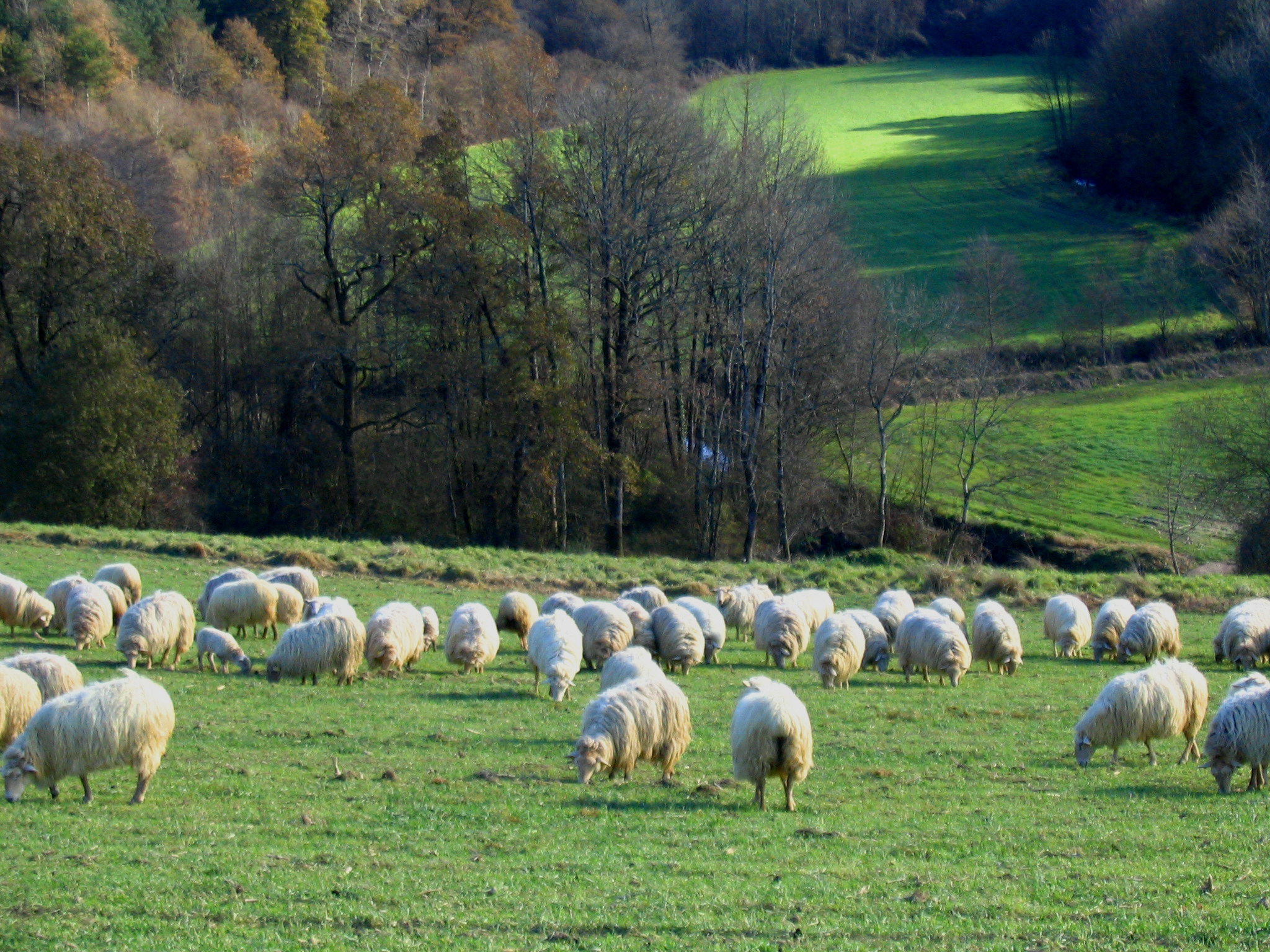
Troupeau de moutons dans le Pays basque.

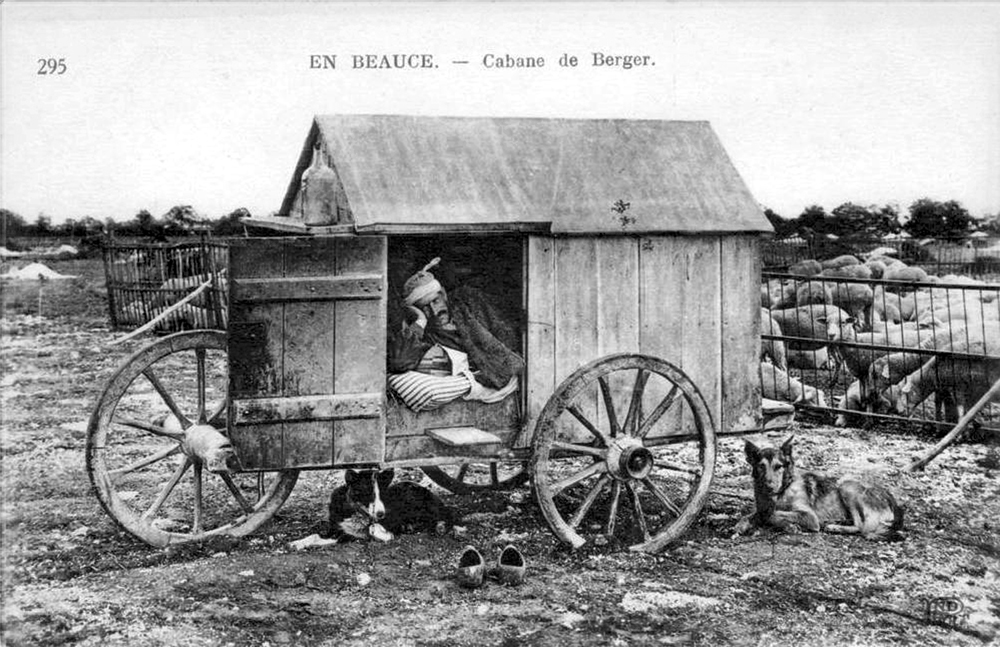
Cabane mobile d'un berger beauceron au début du XXe siècle.

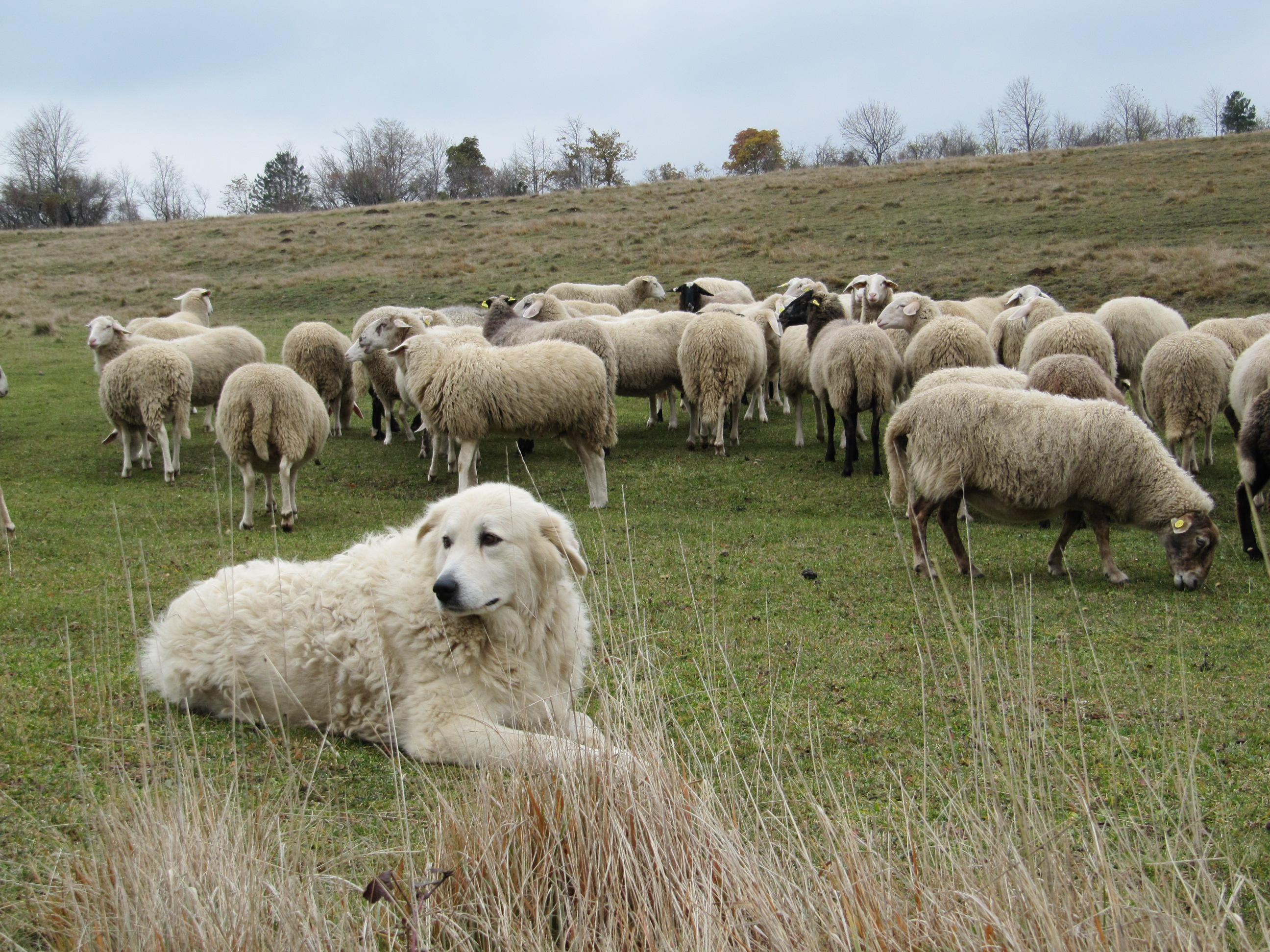
Un berger de Maremme et Abruzzes gardant un troupeau de moutons en Slovénie.

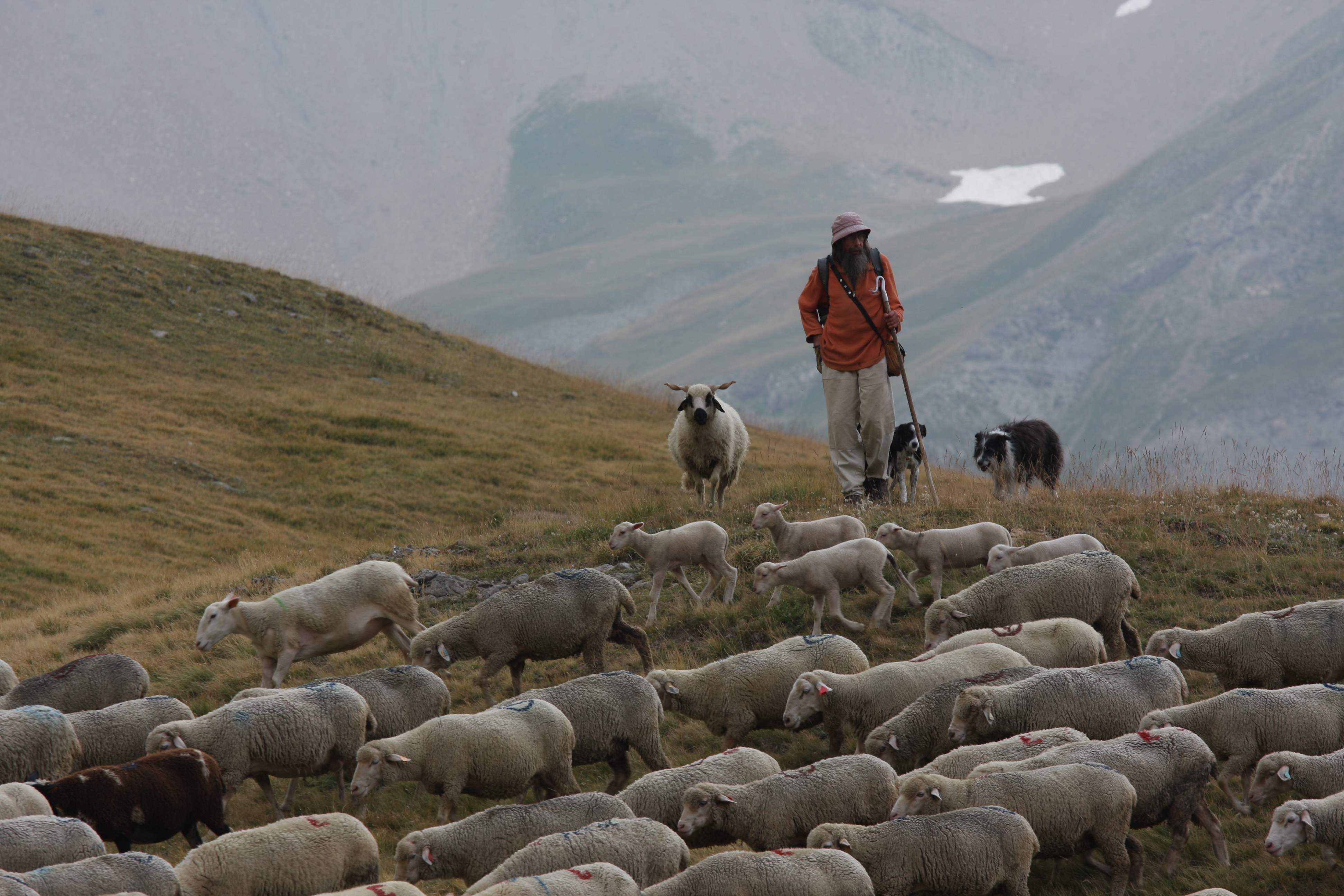
Troupeau de pâturage dans le parc national des Écrins.

Le pastoralisme est l'élevage extensif pratiqué sur des pâturages et des parcours, ainsi que la relation interdépendante entre les éleveurs, leurs troupeaux et les milieux exploités. Cette relation débute il y a environ 10 000 ans avec la domestication de certains mammifères herbivores communautaires.
Économiquement et socialement très important dans les sociétés rurales ou primitives, le pastoralisme a décliné dans le monde occidental avec l'exode rural et l'agriculture industrielle. En France, l'activité pastorale a existé au XIXe siècle dans les régions de grande culture. Aujourd'hui, elle se confine essentiellement aux zones d'accès difficile où les grandes cultures n'ont pas leur place.
Une des spécificités du pastoralisme est la transhumance, qui voit le déplacement ou le transport du bétail de la plaine à la montagne au printemps et de la montagne à la plaine en automne. Les zones d'altitude où le bétail pâture à la belle saison sont dites alpages dans le massif alpin francophone, montagnes et estives dans le Massif central, estives dans le massif pyrénéen francophone et chaumes dans les Vosges.
De manière générale, le pastoralisme en zone de montagne connaît un recul continu, la pression du tourisme conduit beaucoup d’éleveurs à se tourner vers des activités touristiques, plus lucratives. Paradoxalement, c’est le pastoralisme qui représente l’un des attraits touristiques majeurs de ces régions.

## Histoire

Animation montrant la propagation du pastoralisme à travers le monde au cours des 10 000 dernières années.

Une théorie suggère que le pastoralisme s'est développé à partir de l'agropastoralisme. Bates et Lees ont proposé que l'incorporation de l'irrigation dans l'agriculture ait abouti à une spécialisation. Les avantages de l’agropastoralisme comprennent la réduction du risque d’échec, la répartition du travail et la réutilisation des ressources. L'importance de ces avantages et inconvénients pour différents agriculteurs ou sociétés agricoles diffère selon les préférences socioculturelles des agriculteurs et les conditions biophysiques déterminées par les précipitations, les radiations, le type de sol et les maladies. La productivité accrue de l’agriculture irriguée a entraîné une augmentation de la population et un impact supplémentaire sur les ressources. Les zones limitrophes sont restées utilisées pour l'élevage d'animaux. Cela signifiait que les troupeaux devaient parcourir de grandes distances pour récolter suffisamment de fourrage. La spécialisation est le résultat de l'importance croissante de l'agriculture intensive et du pastoralisme. L'agriculture et le pastoralisme se sont développés parallèlement, avec des interactions continues.

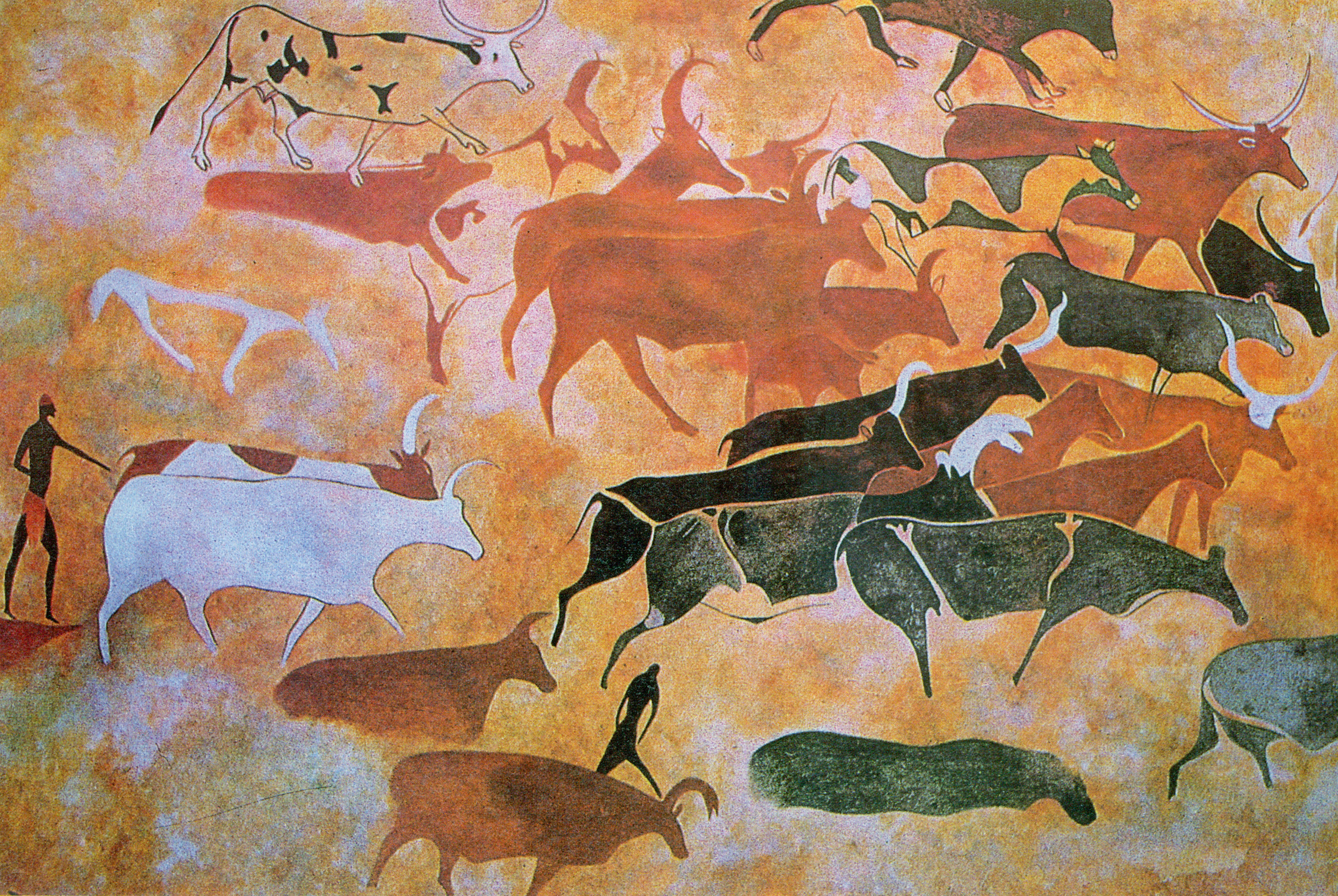
Art rupestre saharien de la période pastorale du Tassili n'Ajjer au Sahara central, montrant de nombreuses scènes pastorales avec du bétail et des bergers.

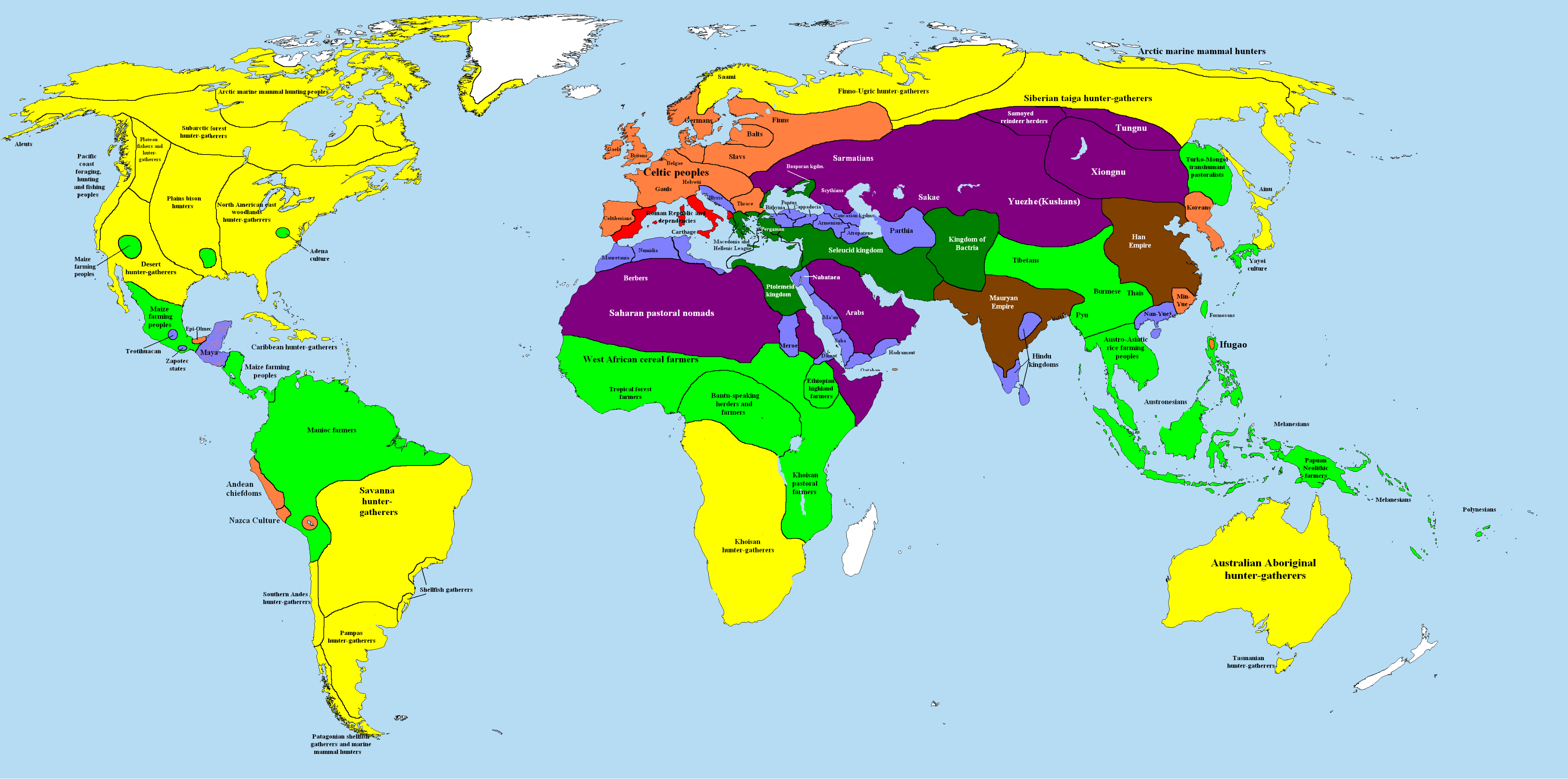
Mappemonde en 200 av. J.-C. :
Berbères, Arabes, Sarmates, Sakas (ou Scythes), Yuezhi, Xiongnu et autres groupe de pasteurs-nomades.

Une théorie différente suggère que le pastoralisme a évolué à partir du mode de vie des chasseurs-cueilleurs. Les chasseurs de chèvres sauvages et de moutons connaissaient la mobilité des troupeaux et les besoins des animaux. Ces chasseurs étaient mobiles et suivaient les troupeaux lors de leurs tournées saisonnières. Les troupeaux non domestiqués ont été choisis pour devenir plus contrôlables pour les groupes nomades de chasseurs et de cueilleurs proto-pasteurs en les apprivoisant et en les domestiquant. Dans le passé, les stratégies des chasseurs-cueilleurs étaient très diverses et dépendaient des conditions environnementales locales, comme celles des pasteurs-nomades. Les stratégies de recherche de nourriture comprennent la chasse ou le piégeage du gros gibier et des petits animaux, la pêche, la collecte de coquillages ou d'insectes et la cueillette d'aliments issus de plantes sauvages tels que des fruits, des graines et des noix. Ces diverses stratégies de survie au milieu des troupeaux migrateurs pourraient également constituer une voie évolutive vers un pastoralisme nomade.[citation nécessaire]

## Définition et importance
D'après l'Organisation des Nations unies pour l'alimentation et l'agriculture (FAO), les systèmes d’élevage pastoraux sont ceux pour lesquels plus de 90 % de la matière sèche consommée par le bétail provient du pâturage. La limite avec les systèmes mixtes élevage-agriculture dans lesquels plus de 10 % de la matière sèche provient des sous-produits de l’agriculture est fluctuante. Le passage d’un système à l’autre est récent et conjoncturel ; il dépend du climat et du contexte économique. Les populations pastorales dans le monde sont estimées à 26 millions de personnes, dont la moitié en Afrique. Le pastoralisme occupe 25 % des terres émergées et fournit 10 % de la consommation humaine de viande.
Le pastoralisme est lié à des environnements caractérisés par la présence d'écosystèmes herbacés (prairie, steppe), souvent arides et impropres à la culture, et caractérisés par une forte densité de population d'herbivores domestiqués. Les systèmes pastoraux basés sur le renne, dans la toundra de Sibérie et de Scandinavie, constituent une exception. Les zones de prairie à basse densité de population sont restées jusqu'à une époque récente le domaine des chasseurs-cueilleurs (cas des grandes plaines d'Amérique du Nord, de l'Australie).
Aujourd'hui, le pastoralisme est présent en Europe et en Afrique du Nord (chèvres, moutons), au Proche et Moyen-Orient (chèvres, moutons), en Asie centrale (chèvre, mouton, chameau, yack, cheval), dans les régions circumpolaires (renne), dans la moitié sud de l'Afrique (bovins, chameau, mouton, chèvre), en Amérique du Nord (bovins, moutons), dans les Andes (lama, alpaga, mouton) et dans les savanes d'Amérique du sud (bovins, moutons). Des cas particuliers sont constitués par des systèmes pastoraux basés sur la volaille (canard et oies) présents en Inde, et par des systèmes à base de porcs, aujourd'hui disparus, mais autrefois présents en Europe et au Moyen-Orient.
Les systèmes pastoraux sont en déclin dans toutes ces régions à l'exception de l'Asie centrale et du nord de la Russie (en raison de la décollectivisation) et localement en Amérique du sud (du fait de la déforestation).

## Un système extensif
L'élevage pastoral hérite de traditions très anciennes de valorisation des terres et des pâturages qui tient compte des cycles saisonniers et des contraintes climatiques. Bien que ce mode d'élevage suppose une grande mobilité du bétail et de ceux qui s'en occupent, il est très lié à un espace géographique. Il suit généralement des parcours fixes ou prévisibles. Bien que le parcours ne soit jamais complètement figé, la transhumance décrit plus volontiers un pastoralisme où les pâturages sont fixes, tandis que le pastoralisme nomade décrit des motifs irréguliers de mouvement.
L'élevage pastoral est un système extensif, où les troupeaux pâturent sur de grandes étendues. Les troupeaux sont déplacés suivant les saisons pour laisser à la végétation le temps de repousser et pour aller chercher ailleurs l'herbe nécessaire à la nourriture des animaux. Il suppose de composer avec des paysans sédentaires qui partagent leurs terres avec les éleveurs pastoraux dans les périodes où elles ne sont pas en culture. Ce partage se fait selon des modalités très variées (location, échange, solidarité mécanique, division du travail, vente…) par le monde et les époques. Le passage du bétail permet au cultivateur de bénéficier d'une fertilisation partielle des terres par les déjections animales.
Le passage des troupeaux est la source de nombreux conflits territoriaux, qui à certaines époques et dans certains endroits du monde, peut prendre des allures guerrières. L'Afrique connaît encore, à l'heure actuelle, des conflits extrêmement brutaux entre éleveurs et agriculteurs qui se disputent la terre dans des régions en proie à la désertification ou à une forte pression foncière.
Le passage des troupeaux a aussi été le moment où s'échangeaient des informations de diverses natures, notamment politiques, où se nouaient des alliances, des accords commerciaux. Aujourd'hui, dans les pays européens, notamment en France, l'élevage pastoral représente un porte-drapeau de la tradition, un événement touristique et patrimonial en soi.

## Typologie

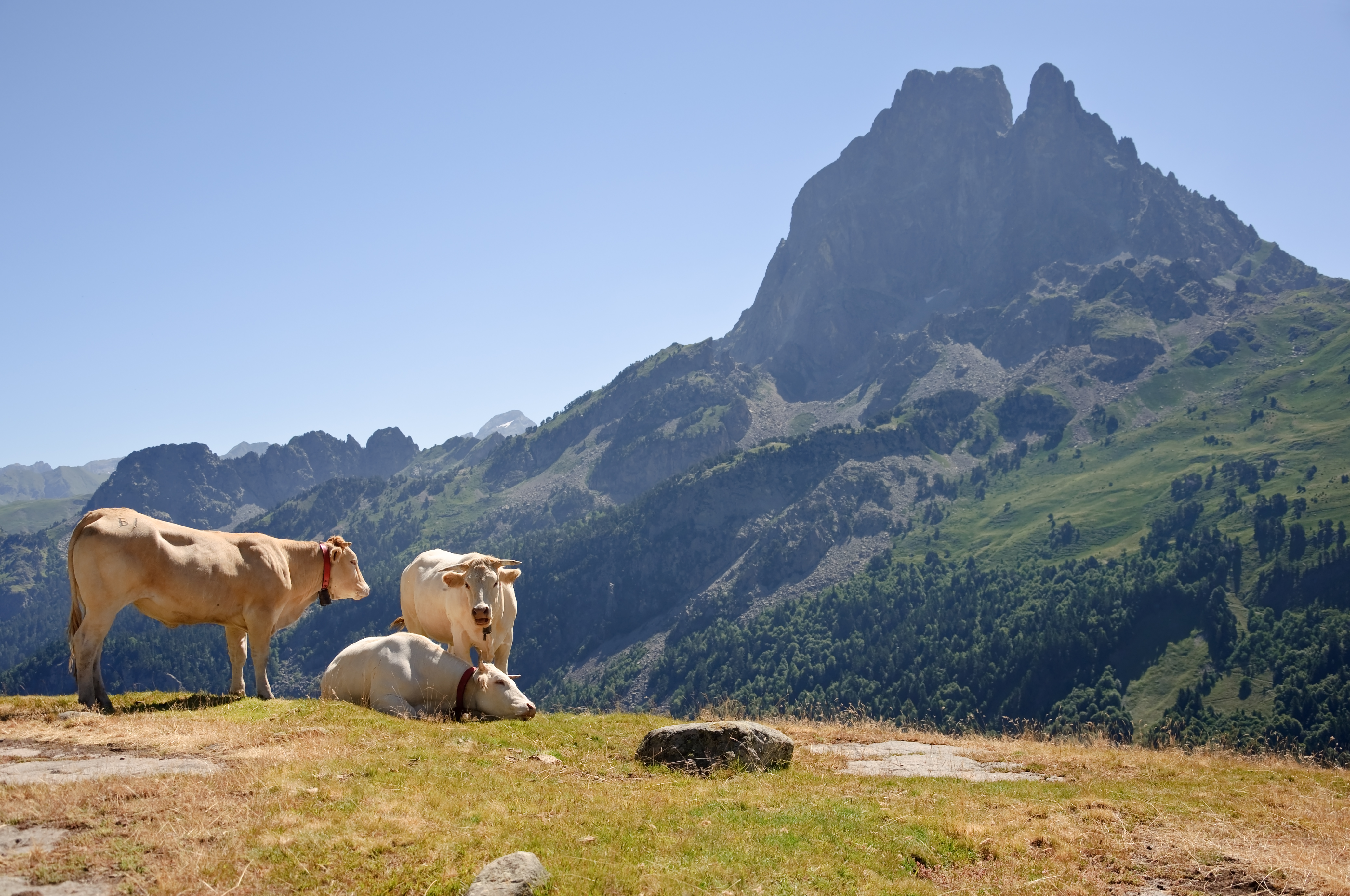
Blondes d'Aquitaine en estive dans les Pyrénées, vers le pic du Midi d'Ossau.

Les systèmes pastoraux sont souvent classés sur la base de leur degré de mobilité. Néanmoins, ce sont des systèmes très flexibles, conçus pour s'adapter rapidement aux fluctuations de l'environnement. Les éleveurs peuvent donc passer d'un système à l'autre en fonction des conditions rencontrées :
- le pastoralisme nomade est caractérisé par l'absence de cultures, les trajets parcourus sont irréguliers (bien qu'ils aient une préférence pour suivre des routes bien établies), l'ensemble du troupeau et de la famille se déplace conjointement, et les échanges commerciaux avec les populations sédentaires présentent une grande importance pour leur survie (obtention d'aliments végétaux, de produits manufacturés).
- la transhumance se caractérise par l'existence d'une exploitation agricole fixe, où se trouvent les champs cultivés, et souvent, dans les zones tempérées, des prés de fauche destinés à la production de foin. Une partie du groupe familial continue de résider sur l'exploitation agricole pendant la période de transhumance. Une partie du troupeau (femelles en lactation, animaux affaiblis, animaux de trait...) peut également rester sur l'exploitation. L'amélioration des moyens de transport des troupeaux à l'époque moderne (train, camion) tend à réduire la proportion du troupeau qui ne part pas en transhumance
- l'agropastoralisme se caractérise par l'importance première donnée aux cultures. Les animaux sont élevés sur des terres marginales, situées à moins d'une journée de déplacement du lieu de vie de l'éleveur. Dans de nombreux cas, les éleveurs agropastoraux sont les interlocuteurs privilégiés des pasteurs nomades et peuvent servir d'intermédiaires dans les relations commerciales.
- le ranching se caractérise par la propriété privée des pâturages, qui sont habituellement clôturés et de grande taille. Les pâturages collectivisés et clôturés de l'Union Soviétique peuvent également être considérés comme des ranch.

## Perspective

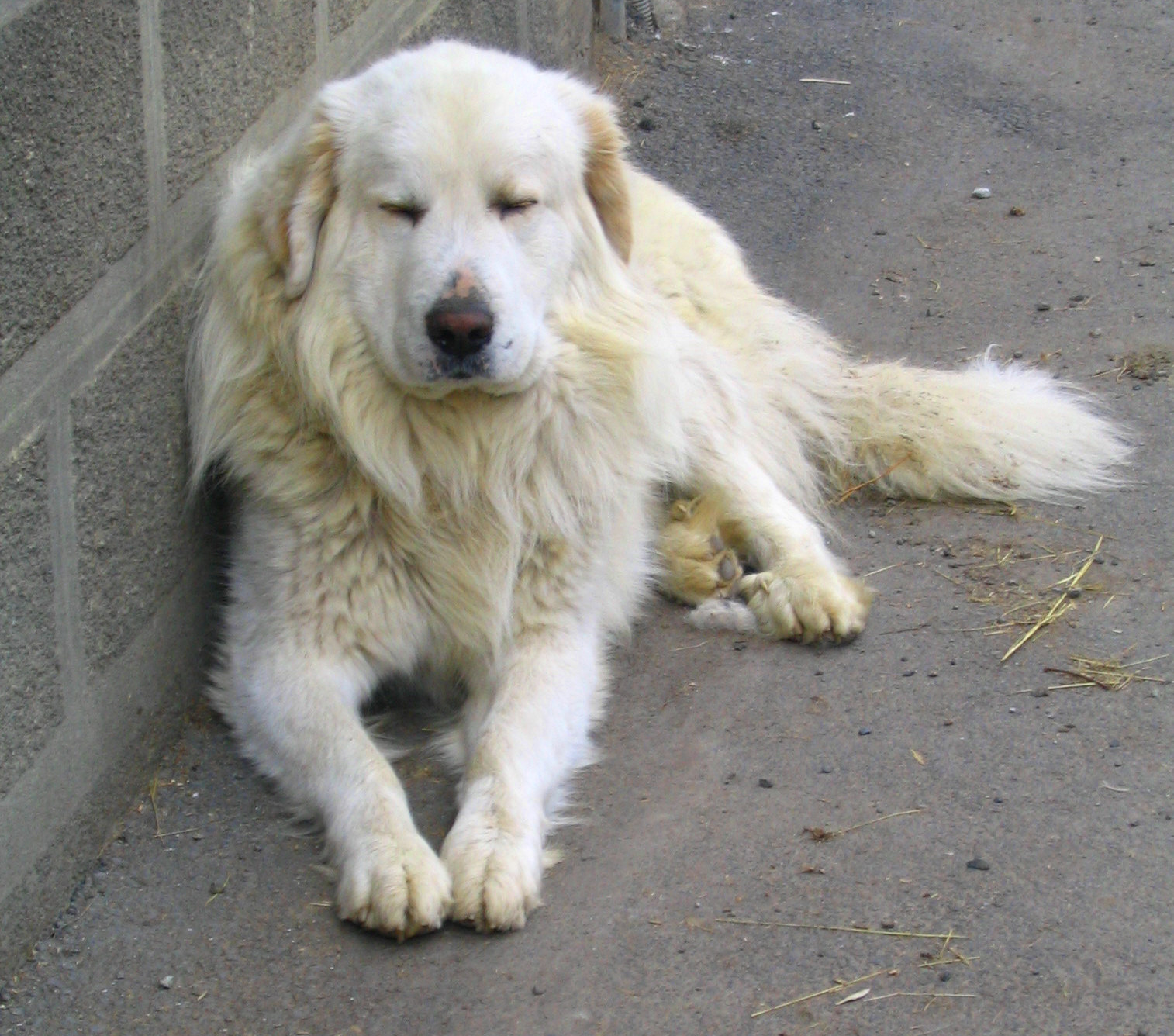
Le chien Montagne des Pyrénées (dit aussi Patou) est un chien de protection de troupeau.

Le recul du pastoralisme induit une modification des pratiques. Dans les Pyrénées, le déplacement des troupeaux se fait de plus en plus directement de l’exploitation de la vallée à l’estive. Les troupeaux, moins nombreux, n’ont plus besoin de gérer les herbages aussi finement que par le passé. La zone intermédiaire, escarpée et plus pentue, est alors abandonnée au profit des zones plus dégagées de la vallée et de l’estive. C’est pourtant cette zone qui est la plus sensible car elle s’enfriche beaucoup plus vite que les prairies d’estive, endormies par la neige.

## Cas particuliers

### En France

#### Sud-est de la France

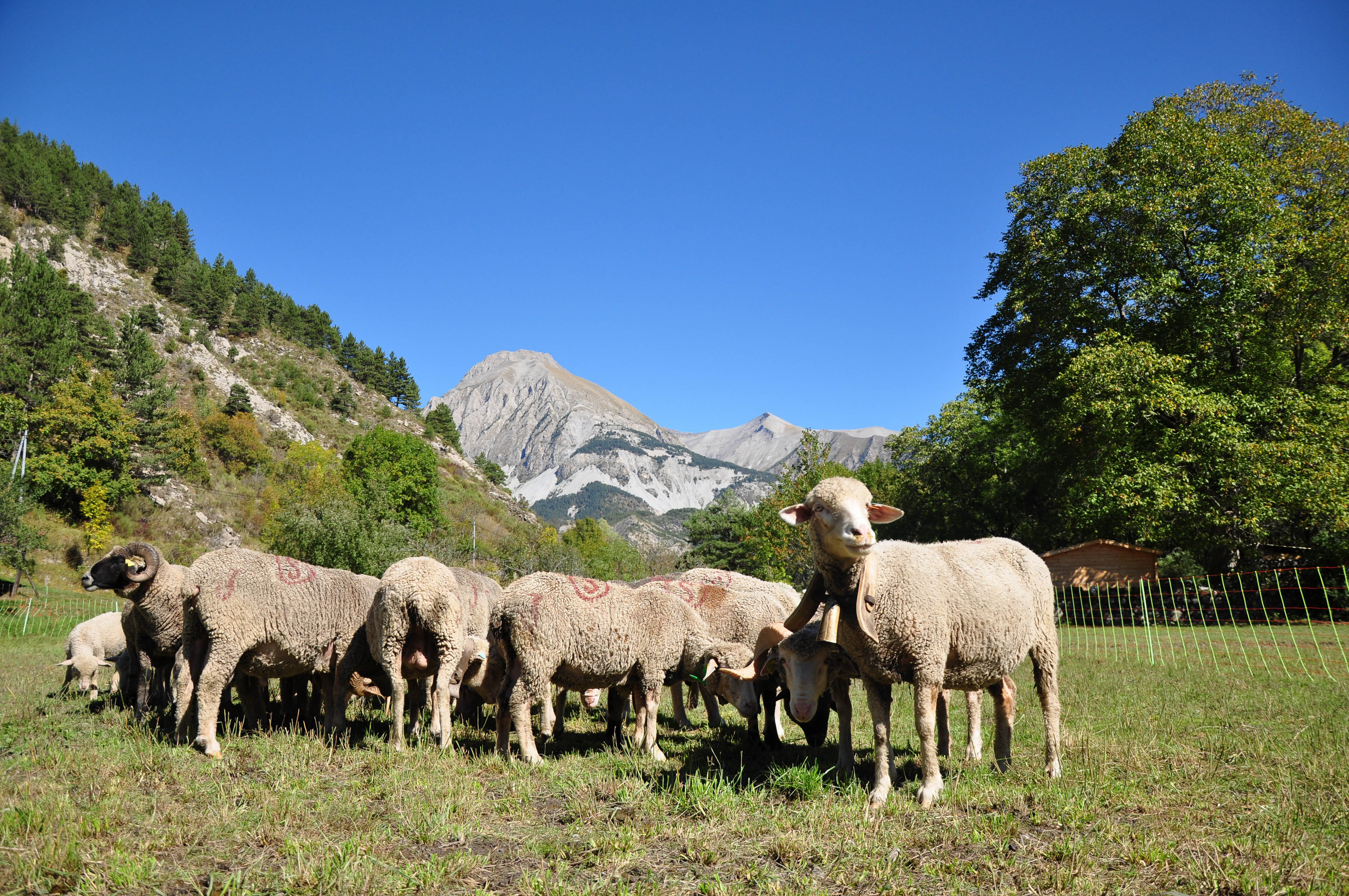
Moutons à Prads-Haute-Bléone en Haute-Provence.

L'enfrichement des zones de montagne n'est pas dû à la seule diminution du nombre de troupeaux, mais bien de façon très générale à la déprise agricole,. Il se fait qu'actuellement le pastoralisme est un des derniers modes d'exploitation agricole de montagne en France.
L'histoire de la déprise agricole et de l'enfrichement dont il est question ici doit être analysée à l'échelle des deux derniers siècles. Henri Mendras résumait l'histoire de la ruralité à un combat entre forêt et agriculture. De son côté Marc Bloch montrait que l'alternance entre, d'un côté l'enfrichement et l'avancée de la forêt et, d'un autre côté, la reprise agricole, était fortement liée à l'évolution démographique.
Durant la période contemporaine, la pression politique, administrative et économique vers une concentration de l'élevage (réduction du nombre de troupeaux et augmentation de leur taille), a considérablement modifié les pratiques pastorales de l'après-guerre. Le modèle extensif se conserve cependant, puisque des troupeaux de 600 à 2000 brebis continuent de paître sur des grandes étendues et la stabulation est toujours marginale.
On constate aussi depuis la fin des années 1990, et depuis la réapparition du loup, une sous-utilisation des pâturages alpins éloignés des infrastructures et la surexploitation des pâturages proches. Ceci par l'incitation à l'utilisation de mesures de protection des troupeaux qui prévoient le regroupement des troupeaux la nuit à proximité des cabanes.

#### Pyrénées
Le pastoralisme dans les Pyrénées n'est pas unifié. C'est une mosaïque de coutumes, de méthodes d'élevage, de cultures très diversifiées d'un bout à l'autre de la chaîne et du Nord au Sud. Le Pays basque n'est pas comparable à la Catalogne, lesquels sont encore très différents de la Bigorre ou de l'Aragon.
Cette diversité peut être très importante d'une vallée à l'autre selon que l'on fait du fromage (brebis laitière) ou non (brebis à viande), telle ou telle espèce de brebis, de caprins, de bovins ou d'équidés, etc.
Le pastoralisme est aussi fonction des équipements des estives — avec ou sans cabane permettant le logement d'un berger — de l'existence ou non de parcs de contention, du désenclavement, etc.

### Au Sahel

#### Situation générale
Le pastoralisme sous climat sec et chaud a un rôle socioéconomique important. En effet, il offre à l’homme de nombreux biens et services : produits de haute valeur commerciale et nutritive (lait, viande, cuirs, peaux…), source d’énergie (traction, transport animal, combustible…), fumure pour les cultures, support des relations socioéconomiques (emploi, entraide sociale…), instrument d’épargne, etc. Une part significative des populations (1/6 dans certains pays) vit du pastoralisme et une part encore plus importante en tire des revenus tout au long de la filière économique jusqu’au consommateur. Le pastoralisme contribue ainsi à la sécurité alimentaire des pays producteurs et importateurs. Il permet la mise en valeur de vastes surfaces de territoires dans ces régions qui n’ont guère d’autres possibilités de valorisation économique. De plus, l’organisation des sociétés pastorales est un élément de stabilisation sociale et de paix dans les régions sèches.

#### Évolution socio-politique
Les premières institutions coloniales considéraient le pastoralisme comme un système primitif d’élevage, mal adapté et sous exploitant les ressources. Cette vision de l’élevage extensif a justifié l’appropriation des terres pastorales par les autorités et donc perturbé les migrations des troupeaux. Très vite, le pastoralisme a endossé la responsabilité de la désertification et de l’insécurité des contrées sahéliennes, idées renforcées par les crises des années 1980.

#### Sécurité alimentaire
Du point de vue de la sécurité alimentaire, il apparaît que les enfants de pasteurs présentent un meilleur état d’un point de vue nutritionnel par rapport aux enfants de fermiers, eux-mêmes en meilleure santé que les enfants de nomades sédentarisés. Ces constatations pourraient s’expliquer par une plus grande adaptation du système pastoral à l’environnement sahélien. En effet, la mise en place d’une exploitation agricole à des fins d’élevage requiert une logistique rigoureuse et nécessite des ressources que cet environnement marginal n’est pas toujours en mesure de donner.

#### Utilisation du territoire
Face à la dégradation des pâturages, les politiciens du Kenya par exemple, s’appuient sur la théorie de « capacité de charge » qui vise à augmenter la productivité des fourrages et de protéger les pâturages. Néanmoins, cette stratégie ne prend en compte ni les fluctuations spatio-temporelles de la biomasse végétale ni impact sur la qualité des pâtures et donc des animaux produits. En réalité, les migrations pastorales suivent ces variations et c’est la sédentarisation de ces groupes de pasteurs qui va engendrer une surexploitation du milieu et donc une dégradation des pâtures. Une autre conséquence de la mauvaise gestion des pâturages est l’augmentation des conflits violents,. En effet, selon une étude de Meier et al, la diminution de la végétation est à l’origine de raids organisés, aggravée par des migrations perturbées, des politiques contradictoires et disponibilité en armes. En revanche, les régions où la pratique d’échanges réciproques a été mise en place suivie d’initiatives de paix ont vu une décroissance des raids à caractère violent.

### À Madagascar

#### Situation générale
Économiquement, Madagascar est l’un des pays les plus pauvres au monde, 71,3 % de la population vit sous le seuil de pauvreté. L’économie malgache repose avant tout sur l’exportation de denrées alimentaires et sur le tourisme. Pour subvenir à leurs besoins alimentaires, la population a pour activités principales l’agriculture et l’élevage qui représentent source principale de revenu de la population rurale. En 2000, 35,5 % du produit intérieur brut (PIB) est produit par l’agriculture. Cette dernière se caractérise à travers un grand nombre d’exploitations de petite taille (la surface moyenne cultivée est de 1,2 hectare) associant plusieurs activités (élevage et culture) dont une grande majorité de la production est consommée par le producteur.
Deux systèmes d’élevage de ruminants existent à Madagascar, le premier est intensif, plutôt utilisé dans les régions péri-urbaines et concerne surtout la production laitière. Le second est extensif, il s’agit du pastoralisme, surtout présente en ruralité. Très peu pratiqué dans une logique de commercialisation et de production, son importance est plus socio-culturelle. En effet, La possession d’un grand nombre de bêtes est un signe extérieur de richesse à Madagascar. L’Agro-pastorale à Madagascar sur les plans économique, culturel et alimentaire revêt une importance non négligeable. Différente problématiques, telles que le changement climatique et les feux de brousses, mettent en péril l’activité pastorale à Madagascar.

#### Évolution climatique
À cause du réchauffement climatique global, depuis 1950, le Sud de l'île subit une augmentation graduelle de sa température minimale, 0,2 °C de plus en 2000. En outre, on remarque aussi au fil des années une augmentation des périodes durant lesquelles la sécheresse sévit sur l'île. Dans le Nord, la température moyenne a aussi commencé à augmenter, néanmoins de manière moins inquiétante que du côté sud, la température a augmenté de 0,1 °C en 2000 par rapport au début du siècle. Une baisse du volume des précipitations est aussi à noter, celle-ci pourrait être causée soit par le réchauffement climatique soit par la déforestation que subit Madagascar. Le réchauffement climatique aggrave l'érosion des sols dont souffre déjà l'île, réduisant leur fertilité (causée aussi par la déforestation) et la qualité de l'eau mais aussi son accessibilité. Le changement climatique a un impact direct sur le pastoralisme et par effet de cascade, sur la sécurité alimentaire et l'économie.

#### Déforestation
La déforestation a toujours été une problématique environnementale à Madagascar. L’île a perdu entre 80 et 90 % de sa couverture forestière durant le XXe siècle. Néanmoins, la déforestation de Madagascar a connu une baisse durant ces 15-20 dernières années. En 2000, l’île possédait une couverture forestière estimée à 9,7 millions d’hectares et en 2005 celle-ci était estimée à 9,5 millions. Entre 1990 et 2000, l’île perdait 80 000 hectares de forêt par an et entre 2000 et 2005 la perte était de 50 000 hectares par an. Un grand nombre de feux ravagent annuellement les surfaces boisées de Madagascar. C’est devenu chose banale dans les régions de savane. Selon les estimations, 435 000 hectares de savanes brûlent par année. La majorité de ces feux sont intentionnels, ceux-ci contribuent à l’agrandissement des zones défrichées. On estime qu’il y en a jusqu’à 300 000 hectares par année. Ces zones procurent une quantité intéressante de fourrage pour le bétail. Ces feux sont donc dans leur grande majorité attribués aux éleveurs qui en profitent pour renouveler le pâturage.
Malgré les nombreuses opérations de contrôles des feux prises de manière législative, force est de constater que le nombre de feux de forêt n’a pas décru. Ce phénomène résulte du droit foncier qui est de nature, en majeure partie, traditionnel concernant les espaces pastoraux. La gestion est donc donnée à celui l’utilisant comme pâturage pour son bétail, entraînant une insécurité foncière favorisant l’exploitation extensive des zones de savane.

### En Asie centrale

#### Situation générale
La Mongolie, la Mongolie-Intérieure (incorporée à la Chine), le Kirghizistan et le Tadjikistan sont les pays de l’Asie centrale où le pastoralisme est largement pratiqué. Ces pays caractérisés par de vastes steppes et des montagnes qui rompent ses longues étendues offrent des conditions propices pour le pastoralisme. Cette activité constitue une large part dans l’économie de ces pays, ce qui la rend d’une grande valeur pour les populations locales. Cette partie du monde a subi de grands changements politiques et structurels dus au passage d’un régime communiste à un régime de marché qui à son tour a affecté le mode de fonctionnement des pratiques pastorales.

#### Évolution climatique
Du point de vue des conditions climatiques plusieurs tendances sont observées. La température moyenne annuelle augmente. Pour cette région les estimations pour l’an 2100 sont d’environ 3,7 °C d’augmentation contre 3 °C pour la planète. Les précipitations varient au cours de l’année mais le principal problème cité par les pasteurs est le déclin observé dans le volume des précipitations. Ces deux facteurs ont un impact très important pour la végétation dans cette région et la qualité du sol des pâturages, ce qui peut engendrer des tempêtes de sable en cas de manque de couverture végétale des terres.

#### Évolution socio-politique
La collectivisation des terres a cédé sa place à la propriété privée dans le but de promouvoir l’initiative propre des pasteurs pour soutenir leur développement durable et accroître leur productivité. Cette politique des autorités n’a pas eu tous les effets positifs espérés du fait de certaines contraintes qui se sont produites comme la réduction du pouvoir d’accéder facilement aux ressources naturelles, ainsi qu’au capital financier. Ses conséquences sont en partie causées par l’absence de soutien financier et d’accompagnement des autorités jadis si fortement présentes au temps du communisme. Dans les régions de haute montagne, quand l’hiver approche, le soutien affaibli du gouvernement résulte en une surexploitation des pâturages parce que les populations et leurs troupeaux ont des moyens limités de transport. Pour cette raison, ils ne peuvent pas entreprendre un déplacement vers une autre région et ils sont contraints de rester sur place.

#### Utilisation du territoire
La restitution de la propriété privée a dû se faire par la décomposition du territoire et l’allocation des terres pour l’exploitation privée des pasteurs. Cette fixation des frontières a engendré plusieurs conséquences. D’abord un problème d’ajustement des terres pour l’activité pastorale quand les conditions naturelles et climatiques s’aggravent. Du coup les gens souhaitant se déplacer ne peuvent plus accéder à d’autres territoires du fait de ses contraintes limitrophes. Cela provoque la réduction d’accès aux ressources jadis accessibles par tout le monde. L’impact sur la mobilité des troupes est aussi important. La mobilité qui est centrale pour une utilisation durable des prairies est considérablement réduite. Du coup les populations ont du mal à trouver des ressources d’eau comme des puits, lesquels sont essentiels pour la survie du bétail.
La décentralisation a provoqué des modifications dans l’interaction entre les populations pastorales, les autorités locales et l’environnement. Même si ces sociétés sont très dépendantes de cette activité et de l’environnement qui la conditionne, les changements politiques n’ont pas pu considérablement modifier les pratiques traditionnelles de gérance des troupeaux, des pâturages et des ressources qui y sont nécessaires.

### Le pastoralisme urbain
De nouveaux besoins émergent pour la gestion écologique et différenciée de certains éléments des trames vertes et bleues. En particulier, en zone urbaine et dans d'autres zones écologiquement fragmentées, la circulation d'animaux ou de troupeaux d'un site isolé à un autre peut remplir une certaine fonction de substitution aux corridors biologiques (Certains parlent de « corridor écologique ambulant »). Les animaux transportent en effet dans leurs poils, tube digestif, sous leurs sabots, etc. des propagules et graines qui peuvent ainsi circuler de manière plus proche de la nature.
Certains exploitants louent ainsi des troupeaux à des collectivités territoriales ou à des conservatoires chargés de gérer les milieux. Le berger ou gardien de troupeau formé peut aussi contribuer à limiter l'extension d'espèces invasives ou évaluer la biodiversité sur les sites pâturés. En milieu urbain, il peut aussi communiquer avec le public pour expliquer cette stratégie environnementale nouvelle, qui peut aussi s'inscrire dans les recommandations de la FAO de restaurer une certaine agriculture urbaine.
Dans certaines régions du monde, le pastoralisme urbain est une réalité qui se perpétue depuis des décennies, comme en Europe de l'Est. Malgré l'ancienneté de sa présence concrète, l'interaction entre le pastoralisme et la ville reste généralement conflictuelle à cause d'une perception publique négative comme pratique agricole rétrograde. Le manque de vision et reconnaissance des bénéfices portes par cette activité fragilise le statut des bergers et encourage l'extinction des troupeaux situés dans la périphérie urbaine.